# Бальбуэна, Бернардо де
Бернардо де Бальбуэна (1568, Вальдепеньяс — 1627, Сан-Хуан) — испанский поэт и священник, живший и работавший на протяжении своей жизни в Мексике, Ямайке и Пуэрто-Рико.
Родился в Вальдепеньясе, Испания; в молодости отправился в Новый Свет, где жил в Гвадалахаре и других городах Мексики. Изучал богословие; в 1606 году вернулся в Испанию и получил там докторскую степень, после чего снова вернулся в Америку. В 1610 году стал аббатом на Ямайке, а в 1620 году — одним из первых епископов Пуэрто-Рико. Несмотря на необходимость выполнения церковных обязанностей, много времени уделял литературному творчеству. Скончался в Сан-Хуане. Многие из его работ были сожжены вместе с библиотекой (по некоторым данным, самой большой в Америке на тот момент) во время нападения на Пуэрто-Рико голландских пиратов в 1625 году. Признаётся одним из крупнейших поэтов ранней истории Латинской Америки.
Его наиболее известными произведениями является большая поэма «Grandeza Mexicana», представляющая собой терцины и опубликованная в 1604 году, и эпос «El Bernardo o la victoria de Roncesvalles», опубликованный в 1624 году.